# Parornix boreasella
Parornix boreasella är en fjärilsart som först beskrevs av James Brackenridge Clemens 1864.  Parornix boreasella ingår i släktet Parornix och familjen styltmalar. Inga underarter finns listade i Catalogue of Life.